# J. J. Watt
Pour les articles homonymes, voir Watt.
(en) Statistiques sur pro-football-reference
Justin James « J. J. » Watt, né le 22 mars 1989 à Waukesha dans le Wisconsin, est un joueur professionnel américain de football américain.
Il a joué au poste de defensive end dans la National Football League (NFL) pendant douze saisons tout d'abord pour les Texans de Houston (2011-2020), franchise qui l'avait choisi lors du premier tour de la draft 2011 de la NFL, et ensuite pour les Cardinals de l'Arizona (2021-2022).
Considéré comme l'un des plus grands joueurs de ligne défensive de tous les temps, Watt s'est vu décerner à trois reprises le prix du meilleur joueur défensif NFL de l'année au cours de ses cinq premières saisons. Bien qu'il soit principalement un defensive end, il a parfois joué au poste de defensive tackle et a également participé à quelques actions en attaque, inscrivant trois touchdown en réception au cours de la saison 2014. Il détient les records de la franchise de Houston au niveau des sacks et des fumbles forcés. En 2017, Sports Illustrated désigne Watt comme son sportif de l'année.
Au niveau universitaire, Watt a joué dans la NCAA Division I FBS pour les Chippewas de Central Michigan (2007) et les Badgers du Wisconsin (2008-2010). Il remporte le Trophée Lott en 2010.

## Biographie

### Jeunesse
Justin James Watt est le fils de John Watt, pompier, et de Connie Watt. Il a deux frères, Derek et T. J.. Jeune, il joue au football aux postes de tight end en attaque et defensive end en défense. Outre le football américain, J. J. Watt a joué au hockey sur glace et fait du lancer du poids dans son enfance.

### Carrière universitaire
Peu en vue des recruteurs à la fois comme tight end et defensive end, il visite néanmoins l'université de Central Michigan, l'université du Colorado à Boulder et l'université du Minnesota. Il décide finalement de rejoindre l'université de Central Michigan. Peu utilisé comme tight end dans l'équipe des Chippewas de Central Michigan, l'entraîneur lui propose le poste d'offensive tackle que son gabarit lui permettait.
Peu convaincu et avec le souhait de se rapprocher de chez lui et de jouer en défense, il rejoint l'université du Wisconsin. Il joue alors pour les Badgers du Wisconsin comme defensive end tout en étant livreur de pizza pour un Pizza Hut de Madison. Son choix est le bon, et ses bonnes statistiques lui permettent de remporter le trophée Lott en 2010. Il ne complète pas sa saison senior afin de se rendre éligible pour la draft 2011 de la NFL.

### Carrière professionnelle
Watt est sélectionné en 11e choix global lors du premier tour de la draft 2011 de la NFL par la franchise des Texans de Houston.
Il s'impose tout de suite à son poste, et finit la saison avec 56 plaquages (dont 48 en solo), 5½ sacks, 2 fumbles recouverts, 4 passes déviées et un field goal bloqué, soit d'impressionnantes statistiques pour un joueur rookie.
Sa deuxième saison, la saison 2012, est l'occasion pour lui de s'imposer comme l'un des meilleurs défenseurs de la NFL. Longtemps dans la course pour le titre de MVP de la saison, il termine avec des statistiques exceptionnelles pour son poste : 81 plaquages, 4 fumbles forcés, et surtout 16 passes détournées et 20½ sacks. Il est ainsi l'une des clés de son équipe et aide les Texans à obtenir le meilleur bilan de leur histoire avec 12 victoires et 4 défaites et à remporter leur deuxième titre consécutif de la division AFC Sud. Il est logiquement nommé pour son premier Pro Bowl et reçoit le titre de meilleur joueur défensif de l'année, après avoir reçu le vote de 49 des 50 journalistes de l'Associated Press.
Après une excellente saison 2012, la saison 2013 est un peu plus tumultueuse, en particulier pour son équipe. Les Texans de Houston finissent au dernier rang de leur division avec une fiche bilan de 2 victoires pour 14 défaites. Au cours de la saison, il cumule 80 tacles, 10,5 sacks, 4 fumbles forcés et 7 passes défendues. Il participe au Pro Bowl et est sélectionné dans la première équipe All-Pro pour une deuxième année consécutive.
Le 1er septembre 2014, Watt signe une prolongation de contrat de 6 ans pour 100 millions de dollars, ce qui est à l'époque, le montant annuel le plus élevé (16,9 millions) de l'histoire pour un joueur défensif.
Sérieusement considéré dans la course au titre de MVP toute la saison, J. J. Watt connaît une saison impressionnante en réalisant 78 tacles, 20,5 sacks, recouvre cinq fumbles et inscrits cinq touchdowns (trois en réception, un à la suite d'un fumble recouvert et un à la suite d'une interception). Il est désigné à l'unanimité meilleur joueur défensif de l'année pour la deuxième fois de sa carrière et est sélectionné pour la troisième fois au Pro Bowl. Il est sélectionné dans la première équipe All-Pro 2014 pour le poste de defensive end et dans la deuxième équipe All-Pro pour le poste de defensive tackle. Il termine deuxième pour le titre de MVP de la saison derrière le quarterback Aaron Rodgers,.
Il est désigné par ses pairs comme étant le meilleur joueur de la NFL dans le classement des 100 meilleurs joueurs de la NFL en vue de la saison 2015. Il occupe la 3e place de ce classement en 2016, puis la 35e en 2017, saison où il n'a joué que trois rencontres. Son important engagement caritatif, en particulier un don de 37 millions de dollars en faveur des sinistrés de l'Ouragan Harvey lui vaut le titre de Walter Payton Man of the Year Award 2017.
Ayant complètement récupéré de sa blessure, il participe aux 16 matchs de la saison 2018. Il est désigné meilleur défenseur du mois de septembre en AFC après y avoir réalisé 5 sacks, 20 tacles et forcé 4 fumbles. En 12e semaine (victoire 34 à 17 contre les Titans), il réalise 9 tacles, 1½ sack et force un fumble ce qui lui vaut le titre de meilleur défenseur AFC de la semaine.
Il termine deuxième de la saison avec 16 sacks derrière Aaron Donald et est désigné pour la 5e fois de sa carrière dans l'équipe type All-Pro. Il devient le 2e joueur à réussir au moins 15 sacks lors de quatre saisons NFL (statistique comptabilisée depuis 1982), Reggie White comptabilisant cinq saisons.
La saison suivante, Watt se blesse à nouveau lors de la 8e semaine lors du match contre les Raiders (pectoral déchiré). Il est placé sur la liste des joueurs réservistes blessés trois jours plus tard. Il se rétablit et joue le match de wild card de la phase éliminatoire contre les Bills. Il y réussit un sack sur Josh Allen qui permet à son équipe de revenir dans le match et d'effectuer une remontée au score pour finalement remporter le match 22 à 19 en prolongation.
C'est au cours du match contre les Jaguars lors de la 9e semaine de la saison 2020 que Watt réussit son 100e sack en NFL (effectué sur le quarterback débutant Jake Luton). Lors de la 12e semaine contre les Lions, il intercepte une passe tentée par Matthew Stafford qu'il retourne sur 19 yards pour inscrire un touchdown, le 3e pick-six de sa carrière et son premier touchdown depuis la saison 2014.
Le 12 février 2021, les Texans acceptent la demande de Watt de le libérer de son contrat lui permettant de devenir agent libre en vue de la saison 2021. Le 1er mars 2021, il signe un contrat de deux ans avec les Cardinals de l'Arizona pour un montant de 31 millions de $ dont 23 garantis.
Bien qu'il ait connu une fibrillation auriculaire le 28 septembre 2022 et que son cœur ait été choqué en rythme le lendemain, Watt est sur le terrain pour jouer le match de la 4e semaine contre les Panthers,.
Watt annonce le 27 décembre qu'il prendra sa retraite de la NFL à la fin de la saison.

### Vie privée et engagement caritatif
Il réside à Pearland dans le Grand Houston.
Il a fondé la Justin J. Watt Foundation, une organisation caritative qui offre des possibilités d'études pour les enfants, afin qu'ils puissent s'impliquer dans le sport,. Il organise via cette fondation différents événements sportifs pour lever des fonds.
Ses deux frères, Derek et T. J. Watt, ont joué avec l'équipe de football des Badgers du Wisconsin. Derek joue à la position de fullback et T. J. à la position de linebacker.
Depuis octobre 2016, il est en couple avec la joueuse de football (soccer) américaine Kealia Ohai. Ils se fiancent en 2019,,, se marient le 15 février 2020 aux Bahamas et ont un fils en octobre 2022.
Watt est un fan de l'équipe de football de Chesea. Néanmoins, le 1er mai 2023, son épouse et lui annoncent qu'ils sont devenus investisseurs minoritaires de l'équipe de Burnley, promus de la EFL vers la Premier League pour la saison 2023-2024.
Le 2 octobre 2022, Watt annonce sur X (ex Twitter) qu'il a eu une fibrillation auriculaire le 28 septembre 2022 et qu'une cardioversion a été nécessaire pour que son cœur retrouve un rythme normal le lendemain,.

## Statistiques

### NCAA
| Année            | Équipe                        | Statut | MJ |     | Passes réceptionnées | Passes réceptionnées | Passes réceptionnées | Passes réceptionnées |       | Courses | Courses | Courses | Courses |
| Année            | Équipe                        | Statut | MJ | Nb. | Yards                | Moy.                 | TD                   | Nb.                  | Yards | Moy.    | TD      |         |         |
| 2007 (Tight end) | Chippewas de Central Michigan | Fr.    | 14 | 8   | 77                   | 9                    | 6,0                  | 0                    | 0     | 0       | 0       |         |         |

| Année                | Équipe               | Statut      | MJ |       | Plaquages | Plaquages | Plaquages | Plaquages |       | Interceptions | Interceptions | Interceptions | Interceptions |  | Fumbles | Fumbles |
| Année                | Équipe               | Statut      | MJ | Total | Seul      | Ast.      | Sacks     | Nb.       | Yards | Déf.          | TD            | Nb.           | Rec.          |  |         |         |
| 2009 (Defensive end) | Badgers du Wisconsin | So.         | 13 | 044   | 32        | 12        | 04,5      | 0         | 0     | 5             | 0             | 0             | 0             |  |         |         |
| 2010 (Defensive end) | Badgers du Wisconsin | Jr.         | 13 | 062   | 42        | 20        | 07,0      | 1         | 15    | 0             | 0             | 0             | 0             |  |         |         |
| Totaux NCAA          | Totaux NCAA          | Totaux NCAA | 26 | 106   | 74        | 32        | 11,5      | 1         | 15    | 5             | 0             | 0             | 0             |  |         |         |

### NFL

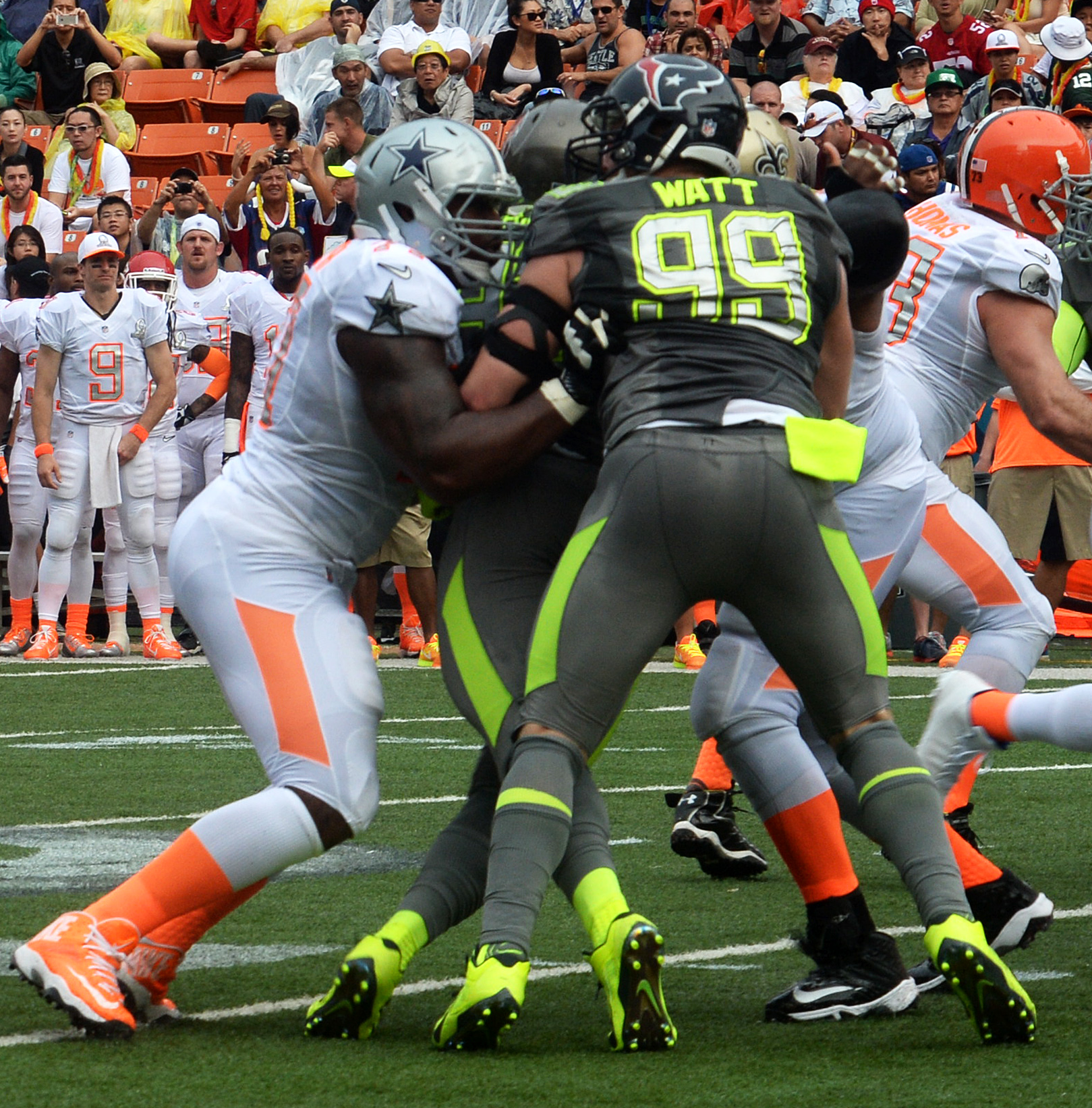
J. J. Watt au Pro Bowl 2014.

| Année  | Équipe                 | MJ  |       | Plaquages | Plaquages | Plaquages | Plaquages |       | Interceptions | Interceptions | Interceptions | Interceptions |  | Fumbles | Fumbles |
| Année  | Équipe                 | MJ  | Total | Seul      | Ast.      | Sacks     | Nb.       | Yards | Déf.          | TD            | Nb.           | Rec.          |  |         |         |
| 2011   | Texans de Houston      | 16  | 56    | 48        | 08        | 05,5      | -         | -     | 04            | -             | 0             | 2             |  |         |         |
| 2012   | Texans de Houston      | 16  | 81    | 69        | 12        | 20,5      | -         | -     | 16            | -             | 4             | 2             |  |         |         |
| 2013   | Texans de Houston      | 16  | 80    | 65        | 15        | 10,5      | -         | -     | 07            | -             | 4             | 2             |  |         |         |
| 2014   | Texans de Houston      | 16  | 78    | 59        | 19        | 20,5      | 1         | 80    | 10            | 1             | 4             | 5             |  |         |         |
| 2015   | Texans de Houston      | 16  | 76    | 57        | 19        | 17,5      | -         | -     | 08            | -             | 3             | 1             |  |         |         |
| 2016   | Texans de Houston      | 03  | 08    | 01        | 07        | 01,5      | -         | -     | 0             | -             | 0             | 1             |  |         |         |
| 2017   | Texans de Houston      | 05  | 15    | 11        | 04        | 00,0      | -         | -     | 02            | -             | 0             | 0             |  |         |         |
| 2018   | Texans de Houston      | 16  | 61    | 47        | 14        | 16,0      | -         | -     | 04            | -             | 7             | 0             |  |         |         |
| 2019   | Texans de Houston      | 08  | 24    | 15        | 09        | 04,0      | -         | -     | 03            | -             | 1             | 2             |  |         |         |
| 2020   | Texans de Houston      | 16  | 52    | 36        | 16        | 05,0      | 1         | 19    | 07            | 1             | 2             | 1             |  |         |         |
| 2021   | Cardinals de l'Arizona | 07  | 16    | 10        | 06        | 01,0      | -         | -     | 02            | -             | 1             | 0             |  |         |         |
| 2022   | Cardinals de l'Arizona | 16  | 39    | 20        | 19        | 12,5      | -         | -     | 07            | -             | 1             | 1             |  |         |         |
| Totaux | Totaux                 | 151 | 586   | 449       | 137       | 114,5     | 2         | 99    | 69            | 2             | 27            | 17            |  |         |         |

| Année  | Équipe                 | MJ |                         | Plaquages               | Plaquages               | Plaquages               | Plaquages |       | Interceptions | Interceptions | Interceptions | Interceptions |  | Fumbles | Fumbles |
| Année  | Équipe                 | MJ | Total                   | Seul                    | Ast.                    | Sacks                   | Nb.       | Yards | Déf.          | TD            | Nb.           | Rec.          |  |         |         |
| 2011   | Texans de Houston      | 2  | 14                      | 11                      | 3                       | 3,5                     | 1         | 29    | 1             | 1             | 0             | 0             |  |         |         |
| 2012   | Texans de Houston      | 2  | 09                      | 06                      | 3                       | 1,5                     | -         | -     | 2             | 0             | 0             | 0             |  |         |         |
| 2015   | Texans de Houston      | 1  | 01                      | 0                       | 1                       | 0,0                     | -         | -     | 0             | 0             | 0             | 0             |  |         |         |
| 2016   | Texans de Houston      | 0  | N'a pas joué car blessé | N'a pas joué car blessé | N'a pas joué car blessé | N'a pas joué car blessé | -         | -     | -             | -             | -             | -             |  |         |         |
| 2018   | Texans de Houston      | 1  | 02                      | 02                      | 0                       | 0,0                     | -         | -     | 2             | 0             | 0             | 0             |  |         |         |
| 2019   | Texans de Houston      | 2  | 02                      | 01                      | 1                       | 1,0                     | -         | -     | 1             | 0             | 0             | 0             |  |         |         |
| 2021   | Cardinals de l'Arizona | 1  | 03                      | 01                      | 2                       | 0,0                     | -         | -     | 0             | 0             | 0             | 0             |  |         |         |
| Totaux | Totaux                 | 9  | 31                      | 21                      | 10                      | 6,0                     | 1         | 29    | 6             | 1             | 0             | 0             |  |         |         |

## Trophées et performances

### NFL

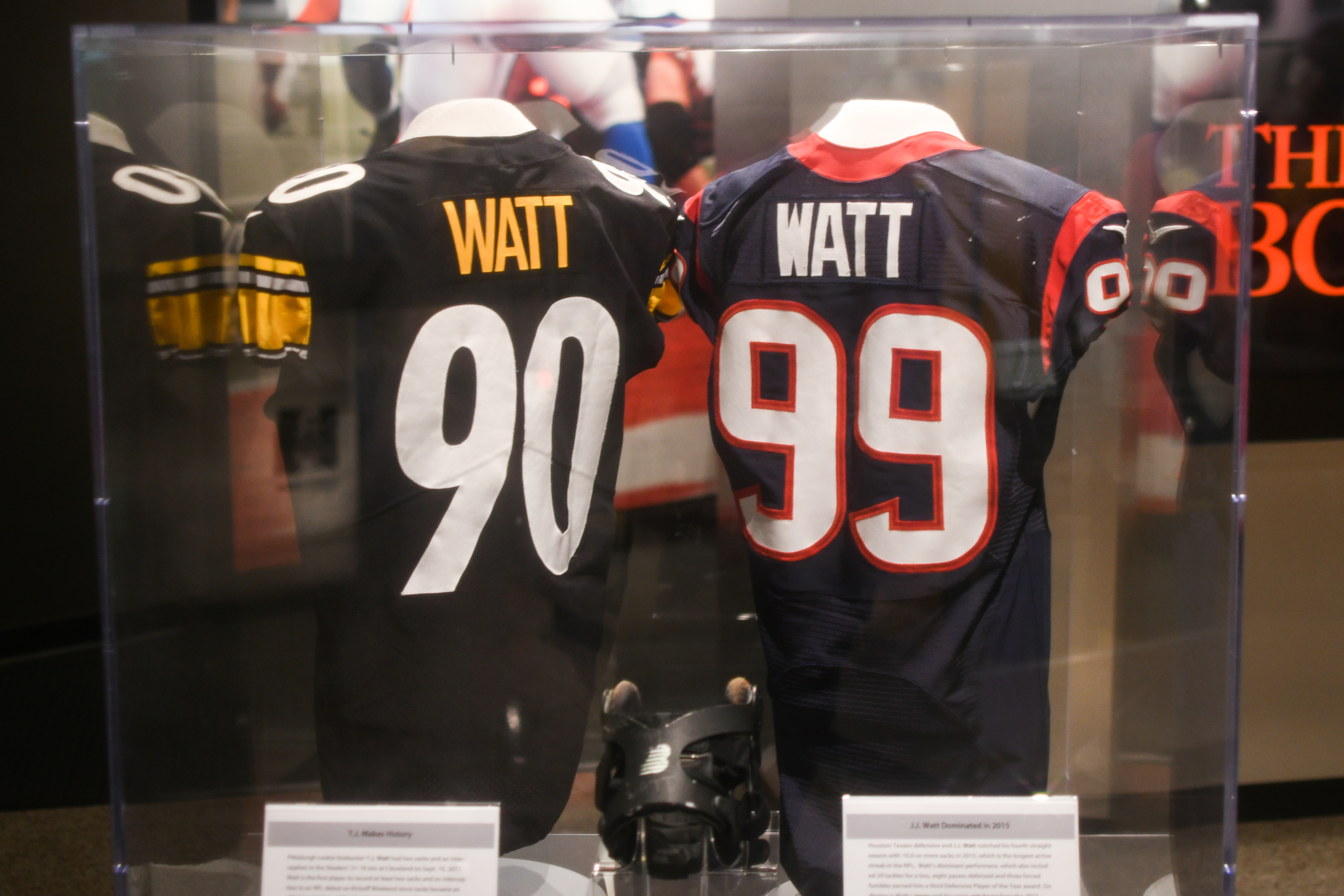
Maillots de J.J. Watt (Texans à droite) et son frère T. J. Watt (Steelers à gauche) exposés au Pro Football Hall of Fame.

- 5 sélections au Pro Bowl (2012, 2013, 2014, 2015, 2018) ;
- 5 sélections dans l'équipe type All-Pro (2012, 2013, 2014, 2015, 2018) ;
- 3 trophées de l'AP NFL Defensive Player of the Year (2012, 2014, 2015) ;
- 3 trophées du Pro Football Writers Association NFL Defensive Player of the Year (en) (2012, 2014, 2015) ;
- 3 trophées du Sporting News Defensive Player of the Year (2012, 2014, 2015) ;
- 3 trophées du Pro Football Focus Defensive Player of the Year (2012, 2013, 2014) ;
- 3 trophée du Pro Football Focus Best Player of the Year (2012, 2013, 2014) ;
- 4 trophée du Kansas City Committee of 101 AFC Defensive Player of the Year (en) (2012, 2014, 2015, 2018) ;
- 2 fois meilleur joueur NFL au nombre de sacks (2012, 2015) ;
- Finaliste du trophée du meilleur joueur de la NFL (MVP) (2014) ;
- Vainqueur du trophée Bert Bell (2014)[40] ;
- Vainqueur du trophée Walter Payton Man of the Year Award (2017) ;
- MVP défensif du Pro Bowl 2015 (saison 2014) ;
- Classé 5e dans le Top 100 de la saison 2013 des joueurs NFL (en) ;
- Classé 12e dans le Top 100 de la saison 2014 des joueurs NFL (en) ;
- Classé 1er dans le Top 100 de la saison 2015 des joueurs NFL (en) ;
- Classé 3e dans le Top 100 de la saison 2016 des joueurs NFL (en) ;
- Classé 35e dans le Top 100 de la saison 2017 des joueurs NFL (en) ;
- Classé 84e dans le Top 100 de la saison 2018 des joueurs NFL (en) ;
- Classé 12e dans le Top 100 de la saison 2019 des joueurs NFL (en) ;
- Classé 45e dans le Top 100 de la saison 2020 des joueurs NFL (en) ;
- Premier joueur NFL avec plusieurs saisons à avoir effectué au moins 20 sacks en une saison (2012, 2014) ;
- 4 sélections dans l'équipe NFL de la PFWA (2012, 2013, 2014, 2015) ;
- 6 désignation en tant que meilleur joueur défensif du mois en AFC (Sept. 2012, déc. 2012, sept. 2014, déc. 2014, nov. 2015, sept. 2018)[41].

#### Records de la franchise des Texans de Houston
- Plus grand nombre de sacks en carrière (101) ;
- Plus grand nombre de fumbles forcés (25) et de fumbles recouverts (16).

### NCAA
- Vainqueur du trophée Lott en 2010[42] ;
- Champion de la Big Ten Conference en 2010 ;
- Sélectionné dans la première équipe All-American par le Pro Football Weekly (en) en 2010 ;
- Sélectionné dans la première équipe de la Big Ten Conference en 2010 ;
- 3 fois désigné meilleur joueur défensif de la semaine en Big Ten Conference (2009–2010) ;
- Désigné MVP (à égalité) de l'équipe des Badgers du Wisconsin en 2010.